# José Nicolás de Michelena
José Nicolás de Michelena (Morelia, Michoacán, 4 de abril de 1767 - Ib., 1838) fue un militar insurgente de la Guerra de Independencia de México que estuvo bajo las órdenes de Miguel Hidalgo y José María Morelos. Inició sus servicios a la causa cuando participó en la conspiración de Valladolid, hoy Morelia en 1809, a petición de su hermano, José Mariano de Michelena. Participó desde 1810 hasta 1815 cuando decidió ocultarse en Maravatío. Al consumarse la Independencia de México, se retiró a la casa de sus padres en Morelia, Michoacán donde murió en 1838.

## Biografía
Nació en Morelia, Michoacán, el 4 de abril de 1767. Se graduó como licenciado en leyes en el Colegio de San Nicolás de Hidalgo. En 1800, en esa ciudad, se casó con María del Carmen Fernández Barrera. A petición de su hermano José Mariano, participó en la conspiración de su natal Valladolid. En 1810 se unió al movimiento de Miguel Hidalgo y estuvo bajo sus órdenes. Al ser ejecutados Hidalgo e Allende se une a las tropas de Ignacio López Rayón en ese año (1811). Después estuvo bajo las órdenes de José María Morelos desde 1812 hasta 1815. Al ser fusilado en Morelos se oculta en Maravatío donde hace una partida liberal y sigue combatiendo hasta 1821 cuando Pablo Galeana lo invita a luchar en la última etapa del movimiento y así Galeana y Michelena logran apoderarse de Michoacán. Entró con el Ejército Trigarante a México, D.F. el 27 de septiembre de 1821. Regresa a casa de sus padres y lo reciben su esposa y sus hijos, viviendo allí con ellos hasta que murió de causas naturales en 1838.